# 김한욱
김한욱(한국 한자: 金漢旭, 1972년 6월 8일 ~ )은 대한민국의 전 축구 선수이며, 포지션은 수비수였다.